# Jane Charbonnel
Jane Charbonnel est une joueuse de handball française née le 4 mars 1993, évoluant au poste d'arrière gauche au Mérignac Handball en deuxième division. Elle est issue du centre de formation du HBC Nîmes.

## Palmarès

### En sélection
- vice-championne du monde junior en 2012[1]

### En club
- finaliste de la Coupe de la Ligue en 2013 avec le HBC Nîmes